# Detlef Pollack

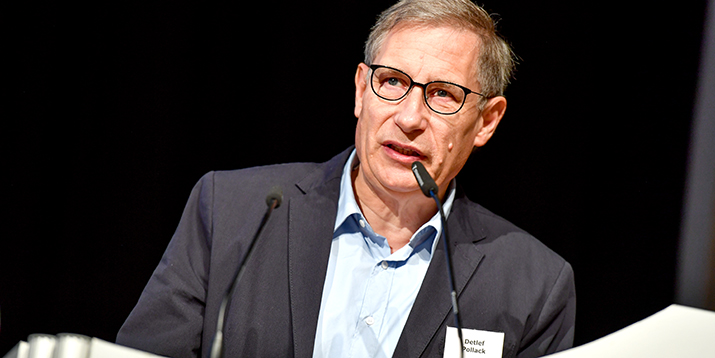
Detlef Pollack, 2017

Detlef Pollack (* 23. Oktober 1955 in Weimar) ist ein deutscher Religions- und Kultursoziologe. Er forscht unter anderem über das Verhältnis von Religion und Moderne, über die Geschichte der DDR und über politische Kultur.

## Leben
Detlef Pollack studierte Evangelische Theologie in Leipzig. Er wurde 1984 mit einer Arbeit über die Religionstheorie Niklas Luhmanns und ihre systemtheoretischen Voraussetzungen an der Universität Leipzig promoviert. Nachdem er Luhmann zu einem Vortrag nach Leipzig eingeladen hatte, erhielt er 1989 eine Einladung an die Universität Bielefeld mit einem 
DAAD-Stipendium. Nach 1989/90 erhielt er Forschungsstipendien in Zürich und Princeton.
1994 habilitierte  sich Pollack an der soziologischen Fakultät der Universität Bielefeld mit der Arbeit „Kirche in der Organisationsgesellschaft: Zum Wandel der gesellschaftlichen Lage der evangelischen Kirchen und der politisch alternativen Gruppen in der DDR“. Danach hatte er Professuren in Leipzig (Religionssoziologie, 1994), Frankfurt/Oder (Vergleichende Kultursoziologie, 1995–2008) und New York (Max Weber Chair, 2003–2005) inne.
Von 2002 bis 2008 war Pollack geschäftsführender Direktor des Instituts für Transformationsforschung (F.I.T.) an der Europa-Universität Viadrina Frankfurt/Oder.
Seit 2008 ist Detlef Pollack Professor für Religionssoziologie im Rahmen des Exzellenzclusters Religion und Politik an der Westfälischen Wilhelms-Universität Münster. Ab 2015 war er der Sprecher des Clusters. Seit August 2022 ist Pollack Seniorprofessor am Institut für Soziologie der Universität Münster. Am 9. Mai 2023 fand seine Abschiedsvorlesung mit dem Thema Die Geburt der Moderne aus dem Geist der Religion statt.

## Persönliches
Pollack ist mit der Historikerin Hedwig Richter verheiratet.

## Preise und Auszeichnungen
- 2018 wurde das Buch „Religion in der Moderne: Ein internationaler Vergleich“ von Detlef Pollack und Gergely Rosta mit dem Karl-Polanyi-Preis der Ungarischen Gesellschaft für Soziologie ausgezeichnet.
- 2011/12 erhielt er ein Fellowship am Lichtenberg-Kolleg an der Georg-August-Universität Göttingen.
- 1996/1997 war Pollack Fellow am Wissenschaftskolleg zu Berlin
- Pollack erhielt weitere Fellowships und Stipendien im In- und Ausland.

## Schriften (Auswahl)
- Das unzufriedene Volk. Protest und Ressentiment in Ostdeutschland von der friedlichen Revolution bis heute. Transcript, Bielefeld 2020, ISBN 978-3-8376-5238-3.
- Religion and Modernity: An International Comparison. Oxford: Oxford University Press, 2017 (mit Gergely Rosta).
- Varieties of Secularization Theories and Their Indispensable Core, The Germanic Review: Literature, Culture, Theory, 90:1 (2015), 60–79.
- Umstrittene Säkularisierung, Soziologische und historische Analysen zur Differenzierung von Religion und Politik. Berlin University Press, Berlin 2012. (Hrsg. mit Karl Gabriel, Christel Gärtner.)
- Moderne und Religion: Kontroversen um Modernität und Säkularisierung. Bielefeld 2012. (Hrsg. mit Ulrich Willems, Helene Basu, Thomas Gutmann, Ulrike Spohn.)
- Rückkehr des Religiösen? Studien zum religiösen Wandel in Deutschland und in Europa II. Mohr, Tubingen 2009, ISBN 978-3-16-150015-2.
- The Role of Religion in Modern Societies. Routledge, New York/London, 2008 (hrsg. mit Daniel V. Olson), ISBN 978-0-415-39704-9.
- Osteuropas Bevölkerung auf dem Weg in die Demokratie: Repräsentative Untersuchungen in Ostdeutschland und zehn osteuropäischen Transformationsstaaten. VS Verlag für Sozialwissenschaften, Wiesbaden 2006 (hrsg. mit Gert Pickel, Olaf Müller, Jorg Jacobs), ISBN 978-3-8100-3615-5.
- Dissent and Opposition in Communist Europe. Aldershot: Ashgate, 2004. (Hrsg. mit Jan Wielgohs) ISBN 978-0-7546-3790-5.
- Democratic Values in Central and Eastern Europe. Frankfurt (Oder): Institute for Transformation Studies, 2004. (Hrsg. mit Jorg Jacobs, Olaf Müller und Gert Pickel)
- Säkularisierung – ein moderner Mythos? Studien zum religiösen Wandel in Deutschland.  Mohr, Tübingen 2003, ISBN 978-3-16-148214-4.
- Politischer Protest: Politisch alternative Gruppen in der DDR. Leske und Budrich, Opladen 2000, ISBN 978-3-8100-2478-7.
- Religiöser und kirchlicher Wandel in Ostdeutschland 1989–1999. Leske + Budrich, Opladen 2000 (Hrsg. mit Gert Pickel).
- Selbstbewahrung oder Selbstverlust: Bischöfe und Repräsentanten der evangelischen Kirchen in der DDR über ihr Leben; 17 Interviews.  Links, Berlin 1999. (Hrsg. mit  Hagen Findeis)
- Gegen den Strom: Kircheneintritte in Ostdeutschland nach der Wende. Opladen: Leske + Budrich, 1998. (Zusammen mit Klaus Hartmann)
- Kirche in der Organisationsgesellschaft: zum Wandel der gesellschaftlichen Lage der evangelischen Kirchen in der DDR. Stuttgart: Kohlhammer, 1994.
- Religiöse Chiffrierung und soziologische Aufklärung: die Religionstheorie Niklas Luhmanns im Rahmen ihrer systemtheoretischen Voraussetzungen. Frankfurt/M., Bern, New York, Paris: Lang, 1988.
- Säkularisierungstheorie, Version: 1.0, in: Docupedia-Zeitgeschichte, veröffentlicht am 7. März 2013